# Besondere Sicherungsmaßnahme
Besondere Sicherungsmaßnahmen ist ein Rechtsbegriff aus dem Strafvollzugsgesetz (StVollzG) der Bundesrepublik Deutschland. Solche Maßnahmen werden gegen Gefangene angeordnet, wenn nach ihrem Verhalten oder aufgrund ihres psychischen Zustandes in erhöhtem Maß Fluchtgefahr oder die Gefahr von Gewalttätigkeiten gegen Personen oder Sachen oder die Gefahr des Suizids oder der Selbstverletzung besteht.
Besondere Sicherungsmaßnahmen sind in § 88 StVollzG normiert. Folgende Sicherungsmaßnahmen sind zulässig:
1. der Entzug oder die Vorenthaltung von Gegenständen,
2. die Beobachtung bei Nacht,
3. die Absonderung von anderen Gefangenen,
4. der Entzug oder die Beschränkung des Aufenthalts im Freien,
5. die Unterbringung in einem besonders gesicherten Haftraum ohne gefährdende Gegenstände und
6. die Fesselung.
Die Anordnung besonderer Sicherungsmaßnahmen obliegt dem Anstaltsleiter nach § 91 StVollzG.